# Cultura de Narva
La cultura de Narva es una cultura arqueológica encontrada en las actuales Estonia, Letonia, Lituania, Kaliningrado (antigua Prusia Oriental), y partes adyacentes de Polonia y Rusia. Sucesora de la cultura Mesolítica Kunda, la cultura Narva continuó hasta el comienzo de la Edad del Bronce, habiéndose extendido aproximadamente desde 5300 hasta 1750 a. C.  La tecnología era la propia de cazadores-recolectores, con cerámica relacionada con la cultura de la cerámica del peine, supuestamente de lengua urálica. Recibió su nombre del río Narva, en Estonia. 

## Tecnología y artefactos

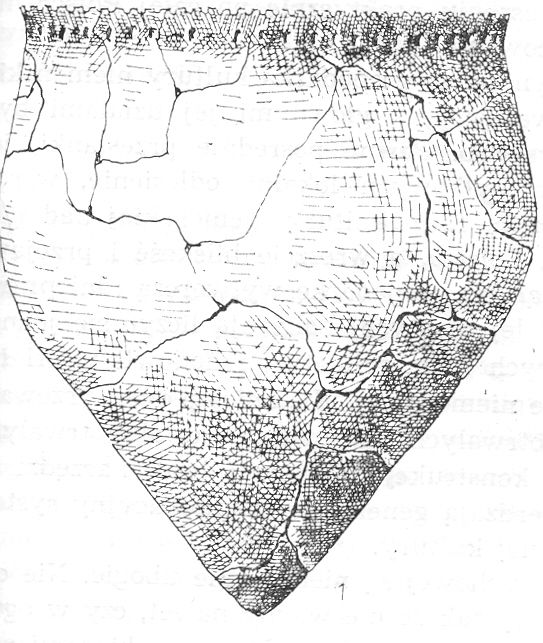
Cerámica de la cultura Narva

La gente de la cultura Narva tenía poco acceso al pedernal, por lo que se vieron obligados a comerciarlo y conservar sus recursos. Se han encontrado, por ejemplo,  muy pocas puntas de flecha de pedernal y el pedernal se reutilizaba a menudo. La cultura de Narva se basó en materiales locales (hueso, cuerno, esquisto ). Como evidencia del comercio existente, los investigadores encontraron piezas de pedernal rosa de Valdai Hills y mucha cerámica típica de Narva en el territorio de la cultura Neman, mientras que no se encontraron objetos de la cultura Neman en Narva.  El uso intensivo de huesos y cuernos es una de las principales características de la cultura Narva. Las herramientas de hueso, como continuación de la cultura predecesora Kunda, proporcionan la mejor evidencia de la continuidad de la cultura Narva a lo largo del período Neolítico.  Las personas fueron enterradas boca arriba con pocos ajuares funerarios. La cultura de Narva también usó y comercializó ámbar, habiéndose encontrado cientos de artefactos en Juodkrantė; uno de los más famosos es un bastón ceremonial tallado en cuerno como una cabeza de alce hembra que se encuentra en Šventoji.
Los individuos eran principalmente pescadores, cazadores y recolectores. Lentamente comenzaron a adoptar la agricultura a mediados del Neolítico. No eran nómadas y vivieron en los mismos asentamientos durante largos períodos, como lo demuestra la abundante cerámica, los basureros y las estructuras construidas en lagos y ríos para ayudar a la pesca.  La cerámica compartía similitudes con la Cultura de la cerámica del peine, pero tenía características específicas. Una de las características más persistentes fue la mezcla de arcilla con otra materia orgánica, la mayoría de las veces conchas de caracol trituradas. La cerámica estaba hecha de 6 a 9 cm (2,4 a 3,5 plg) anchas tiras de arcilla con mínimas decoraciones alrededor del borde. Los barcos eran anchos y grandes; la altura y el ancho eran a menudo los mismos. Los fondos eran puntiagudos o redondeados, y solo los últimos ejemplos tienen fondos estrechos y planos. Desde mediados del Neolítico, la cerámica de Narva fue influenciada y finalmente desapareció en la cultura de la cerámica cordada.

## Historia de la investigación
Durante mucho tiempo, los arqueólogos creyeron que los primeros habitantes de la región fueron Finnic, quienes fueron empujados hacia el norte por personas de la cultura de la cerámica cordada. En 1931, el arqueólogo letón Eduards Šturms fue el primero en notar que los artefactos encontrados cerca del lago Zebrus en Letonia eran diferentes y posiblemente pertenecían a una cultura arqueológica separada. A principios de la década de 1950, se excavaron asentamientos en el río Narva y Lembit Jaanits y Nina Gurinaru agruparon los hallazgos con artefactos similares de la región báltica oriental y describieron la cultura de Narva.
Al principio, se creía que la cultura Narva habría terminado con la aparición de la cultura de la cerámica cordada. Sin embargo, investigaciones más recientes la extendieron hasta la Edad del Bronce. Como la cultura Narva abarcó varios milenios y un gran territorio, los arqueólogos intentaron subdividirla en regiones o períodos. Por ejemplo, en Lituania se distinguen dos regiones: el sur (bajo la influencia de la cultura Neman) y el oeste (con importantes asentamientos en Šventoji).  Existe un debate académico sobre qué etnicidad representaba la cultura Narva: hablantes de lenguas finnougrias u otras europidas, anteriores a la llegada de los indoeuropeos. Tampoco está claro cómo encaja la cultura Narva con la llegada de los indoeuropeos (culturas de la cerámica cordada y de las ánforas globulares ) y la formación de las tribus bálticas.

## Genética
Mathieson (2015) analizó una gran cantidad de personas enterradas en el cementerio de Zvejnieki, la mayoría de las cuales estaban afiliadas a la cultura Kunda y la sucesiva cultura Narva. El mtDNA extraído pertenecía exclusivamente a los haplotipos de U5, U4 y U2. Con respecto al ADN-Y, la gran mayoría de las muestras pertenecían a los haplotipos R1b1a1a y haplotipos I2a1. Los resultados afirmaron que los cultivos Kunda y Narva tenían un 70 % de WHG y un 30 % de EHG. Por el contrario, se descubrió que la cultura Pit-Comb Ware contemporánea cercana tenía aproximadamente un 65% de EHG. Y se descubrió que un individuo de la cultura Corded Ware, que eventualmente sucedería a la cultura Narva, tenía relaciones genéticas con la cultura Yamnaya.
Jones (2017) examinó los restos de un hombre de la cultura Narva, enterrado aproximadamente hacia 5780-5690 a. . Se descubrió que era portador del haplogrupo paterno R1b1b y del haplogrupo materno U2e1. Se determinó que las personas de la cultura Narva y la cultura de Kunda anterior tenían una afinidad genética más estrecha con los cazadores-recolectores occidentales (WHG) que con los cazadores-recolectores orientales (EHG).
Saag (2017) determininó el haplogrupo U5a2d de un hombre de Narva.
Mittnik (2018) analizó 24 individuos de Narva. De las cuatro muestras de ADN-Y extraídas, una pertenecía a I2a1a2a1a, una a I2a1b, una a I y una a R1 . De las diez muestras de mtDNA extraídas, ocho pertenecían a los haplotipos U5, uno a U4a1 y uno a H11 . Los haplotipos U5 eran comunes entre los cazadores-recolectores occidentales (WHG) y los cazadores-recolectores escandinavos (SHG). También se detectó la influencia genética de los cazadores-recolectores del este (EHG).